# Begonia wilkiei
Espèce
Begonia wilkiei est une espèce de plantes de la famille des Begoniaceae.
Elle a été décrite en 2010 par C. Coyle (2009).